# ککونو
ککونو (به لاتین: Kekonu) یک منطقه مسکونی در جمهوری آذربایجان است که در شهرستان لریک و در دهیاری بیله‌ور واقع شده‌است. ککونو ۱۷۸ نفر جمعیت دارد.

## ریشه واژه
گفته می‌شود که کک در اصل همان گوی در زبان ترکی آذربایجانی به‌معنی آبی است و هونو در زبان تالشی یعنی چشمه و معنای کلی آن به‌صورت چشمه آبی‌رنگ است.